# Nielsen-Syndrom
Das Nielsen-Syndrom ist eine nicht mehr gebräuchliche Bezeichnung für eine sehr seltene angeborene, X-chromosomal dominant vererbte Erkrankung mit einer Kombination von Klippel-Feil- und Pterygium colli Syndrom.
Die Bezeichnung bezieht sich auf den Erstautor der Erstbeschreibung aus dem Jahre 1934 durch den dänischen Arzt Herman Nielsen (1882–1960).
Das Syndrom ist nicht zu verwechseln mit dem Jervell- und Lange-Nielsen-Syndrom, ein Long-QT-Syndrom.

## Klinische Erscheinungen
Klinische Kriterien sind:
- Pterygium colli
- Fusion von Wirbelkörpern mit Blockwirbel und thorakaler Skoliose
- Gesichtsveränderungen mit Asymmetrie, Gaumenspalte, Ptosis, Blepharoptosis und Hypertelorismus
- Kleinwuchs
- Kamptodaktylie mit radialer Achsabweichung (Deviation) des 4. und 5. Fingers

## Differentialdiagnose
Abzugrenzen ist das Klippel-Feil-Syndrom.